# Atropa
Az Atropa a burgonyavirágúak (Solanales) rendjébe és a burgonyafélék (Solanaceae) családjába tartozó nemzetség.

## Előfordulásuk
Az Atropa-fajok eredeti előfordulási területe Európa legnagyobb része - kivéve Skandináviát, a Baltikumot és Írországot -, az afrikai Marokkó és Algéria, valamint Ázsia Törökországtól egészen Nyugat-Indiáig eső része. Ezeket a növényeket betelepítették Európa többi részére is, továbbá Délkelet-Ázsiába, az Amerikai Egyesült Államok néhány keleti államába, Ausztrália déli részére és Új-Zéland déli szigetére.

## Rendszerezés
A nemzetségbe az alábbi 5 faj és 1 hibrid tartozik:
- Atropa acuminata Royle ex Lindl.
- Atropa baetica Willk.
- nadragulya (Atropa bella-donna) L. - típusfaj
- Atropa komarovii Blin. & Shalyt
- Atropa pallidiflora Schönb.-Tem.

- Atropa × martiana Font Quer